# عظائيات هيون
عظائيات هيون (الاسم العلمي:†Hueneosauria) هي أصنوفة من الإكصوريات التي عاشت خلال الدهر الوسيط. في عام 2000، عرف مايكل ويرنر مايش وأندرياس ماتسك أصنوفة عظائيات هيون كمجموعة تتكون من أحدث سلف مشترك للعظاءة المختلطة وللعظاءة العينية وجميع من أحفادهم. سميت الأصنوفة تكريما لفريدريك فون هيون، عالم الحفريات الألماني الذي كان خبيرا رائدا بالإكصوريات في أوائل القرن العشرين.
وعظائيات هيون تحتوي على الإكصوريات لديها مورفولوجيا الأسماك. نشأت المجموعة في أوائل العصر الثلاثي وأصبحت منقرضة خلال العصر الطباشيري.